# Marcelo Cosentino
Marcelo Cosentino (Buenos Aires, Argentina; 29 de marzo de 1973)  es un actor de cine, teatro y televisión, y guionista y director de teatro argentino. Es mayormente conocido por sus participaciones en telenovelas como Perla negra, Montaña rusa, otra vuelta,  Verano del 98 y Padre Coraje,

## Carrera
La televisión le permitió lucirse siempre en roles de reparto o coprotagónicos en telenovelas y unitarios como Clave de sol , Perla negra, Montaña rusa, otra vuelta, Gino, Gasoleros, 'Calientes, Padre Coraje, Mujeres asesinas y Collar de Esmeraldas, entre muchos otros.
Su intervención en cine fue más escasa trabajando las películas La pluma del ángel (1992) dirigida por Néstor Paternostro, protagonizada por Dora Baret, Arturo Bonín y Emilio Alfaro; y Cuatro de copas (2012), una comedia con dirección y protagonismo de Pablo Yotich.
En teatro cumplió varios roles desde actor hasta director, productor e inclusive como guionista en varias obras como Casa de muñecas, Karma, La Casa de Bernarda Alba, Leonas,  Closer, Destinos Cruzados, Las brujas de Salem,Algunas mujeres a las que les cagué la vida, Confesiones del pene, Mi familia es así, entre muchos otros.

## Vida privada
Tiene un hijo llamado Thiago. Mantuvo un sonado romance en el 2014 con la ex vedette y actriz Nazarena Vélez que culminó en un denuncias judiciales por parte de Marcelo debido a supuestos acosos y llamadas recibidos por parte de Vélez. Luego formó pareja con Laura Bruni.

## Filmografía
- 2012: Cuatro de copas como Paco.
- 1992: La pluma del ángel.

## Televisión
- 2019: Apache: La vida de Carlos Tevez.
- 2006: Juanita, la soltera como Clemente Ivanoff.
- 2006: Collar de Esmeraldas.
- 2005: Mujeres asesinas, episodio Laura E., encubridora.
- 2005: El Patrón de la Vereda como Lalo.
- 2004: Padre Coraje como Dario Castro.
- 2003: Infieles.
- 2002: Tiempofinal, en el episodio El aparecido.
- 2002: Son amores como Andy.
- 2002: 099 Central como  Gerardo Casenave.
- 2001: Yago, pasión morena como Celso.
- 2000/2001: Los buscas de siempre.
- 2000: Calientes como Franco.
- 1999: El hombre como David.
- 1998/1999: Como vos & yo como Guille.
- 1998/1999: Gasoleros como Ricardo.
- 1998: Verano del 98 como Hugo.
- 1997/1998: De corazón
- 1996: Gino como Germán.
- 1996: Montaña rusa, otra vuelta como Leo.
- 1994: Perla negra como Elías Baggio.
- 1993: El árbol azul.
- 1992: Fiesta y bronca de ser joven.
- 1990: Clave de sol como Bruno.

## Teatro
Como director:
- Karma
- El Principio de La Diversidad
- La Casa de Bernarda Alba
- Casa de Muñecas
- Rew
- Maté a un tipo
- Velorio
- Hermanos Tóxicos
- Destinos Cruzados
- Mi familia es así
- Relatos cortos
- Algunas mujeres a las que les cagué la vida
- Leonas
- Las brujas de Salem
- Fortuna II
- Swingers
- Poder... se puede
- Closer
- Codicia
- La sartén por el mango
- A cualquier precio
- Tres para triunfar
- Pirañas
- Los Justos
- Codicia

Como guionista:
- Karma
- Swingers

Como actor:
- El Principio de La Diversidad
- Maté a un tipo
- Algunas mujeres a las que les cagué la vida
- La sartén por el mango
- Confesiones del Pene
- El mes de las novias

Como productor general:
- Mi familia es así